# Woldemar Hau
Woldemar Hau (en ruso: Владимир Иванович Гау; 1816-1895) fue un pintor de retratos alemán del Báltico que trabajó en el estilo Biedermeier.

## Vida y obra
Era hijo del pintor Johannes Hau, quien había emigrado del Norte de Alemania en 1795, y creció en la comunidad alemana de Tallin ("Reval" en alemán). Era un hermanastro del pintor Eduard Hau. Además de su padre, estudió con el antiguo pintor de corte Karl von Kügelgen.
A la edad de dieciséis años, se le ofreció la oportunidad de pintar las Grandes Duquesas y recibió una carta de recomendación de Alexander Sauerweid, profesor en la Academia Imperial de las Artes. Entre 1833 y 1835 fue "estudiante invitado" en la Academia. Trabajó como pintor independiente (freelance) durante tres años, después viajó extensamente por Italia y Alemania durante dos años. A su retorno, fue nombrado Pintor de la Corte, pasando las siguientes tres décadas pintando la Familia Real y sus asociados. Fue nombrado miembro de la Academia en 1849.
Entre sus obras más famosas se hallan los retratos del zar Nizolás I y de la zarina Alejandra Fiodorovna. Eventualmente pintó a todos los miembros de la Familia Real así como a muchas figuras familiares de las sociedad rusa y alemana del Báltico, tales como Ferdinand Johann Wiedemann y Natalia Pushkina. También produjo 200 retratos en miniatura de veteranos del Regimiento Izmaylovsky. Murió el 23 de marzo de 1895 en San Petersburgo.

## Selección de retratos

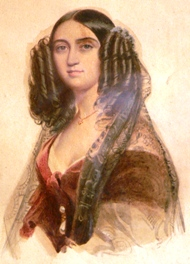
Condesa Yuliya Samoylova (1840)
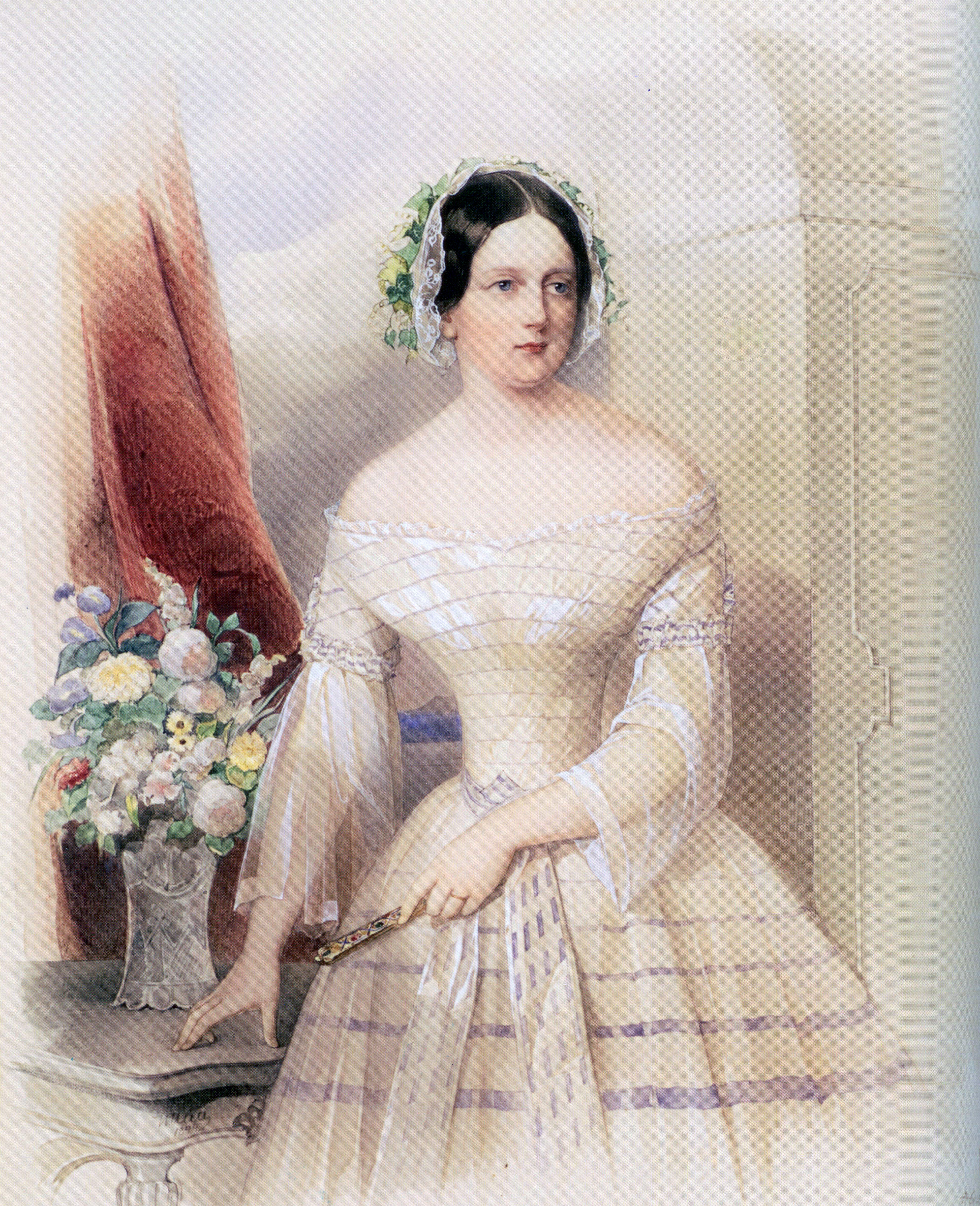
Gran Duquesa Isabel Mijáilovna de Rusia (1844)
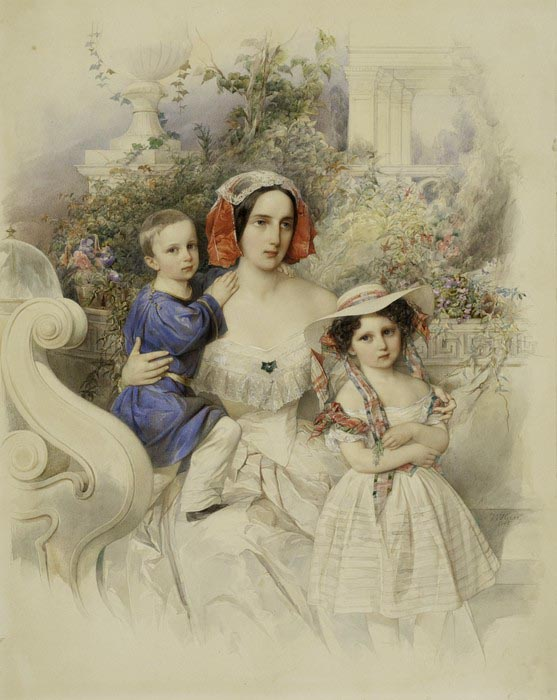
Gran Duquesa María Nikolaevna y sus hijos (1845)
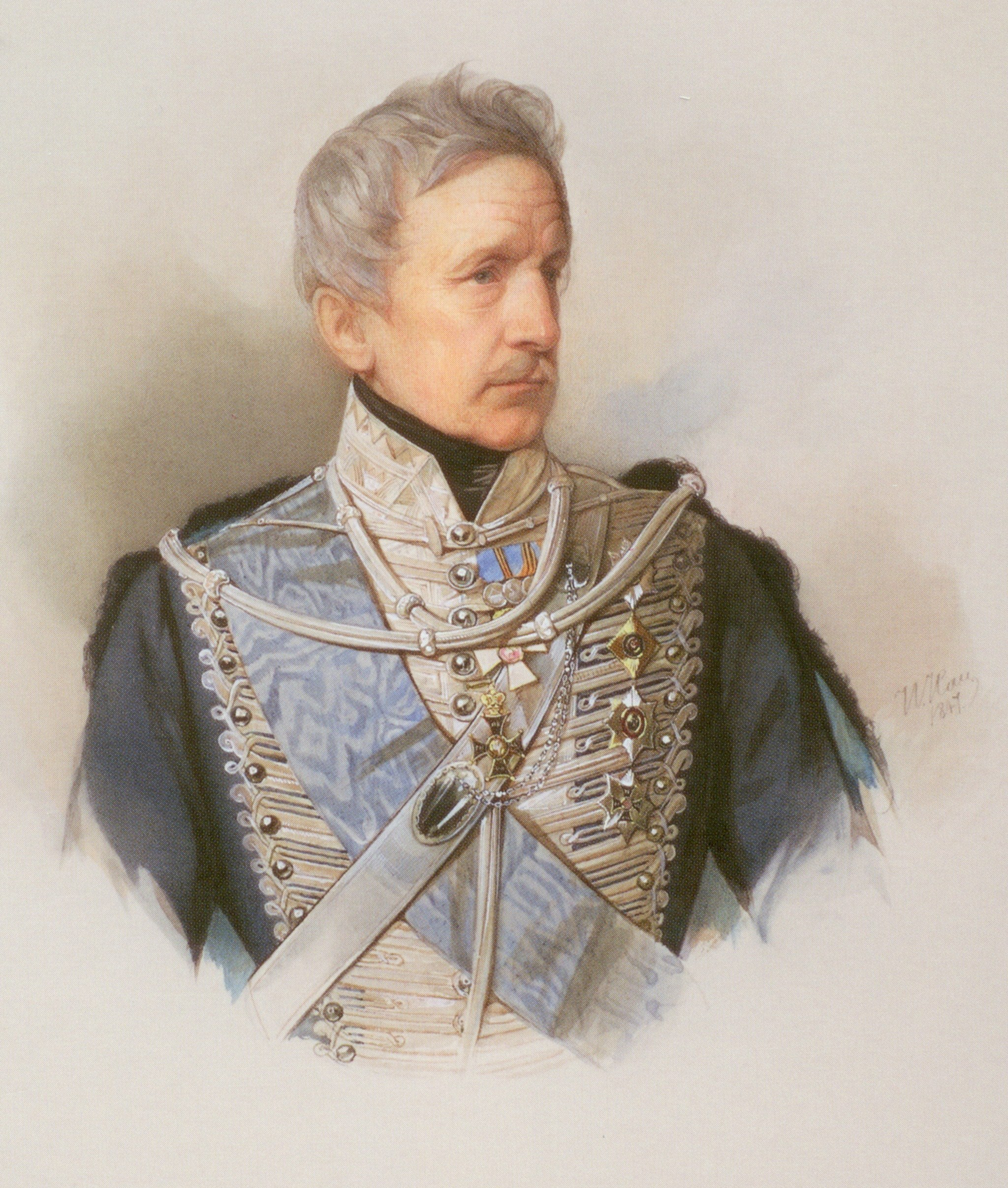
Peter von der Pahlen (1847)
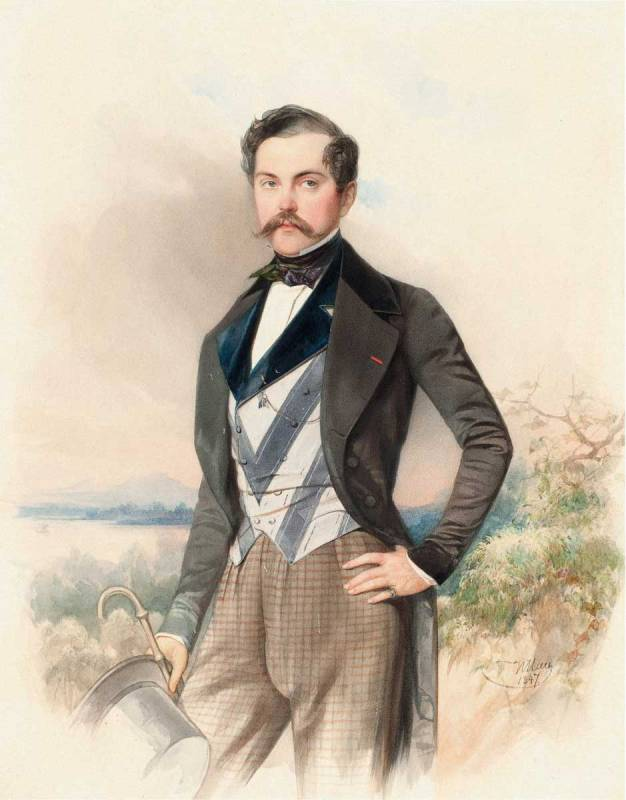
Conde Nikolay Adlerberg (1847)
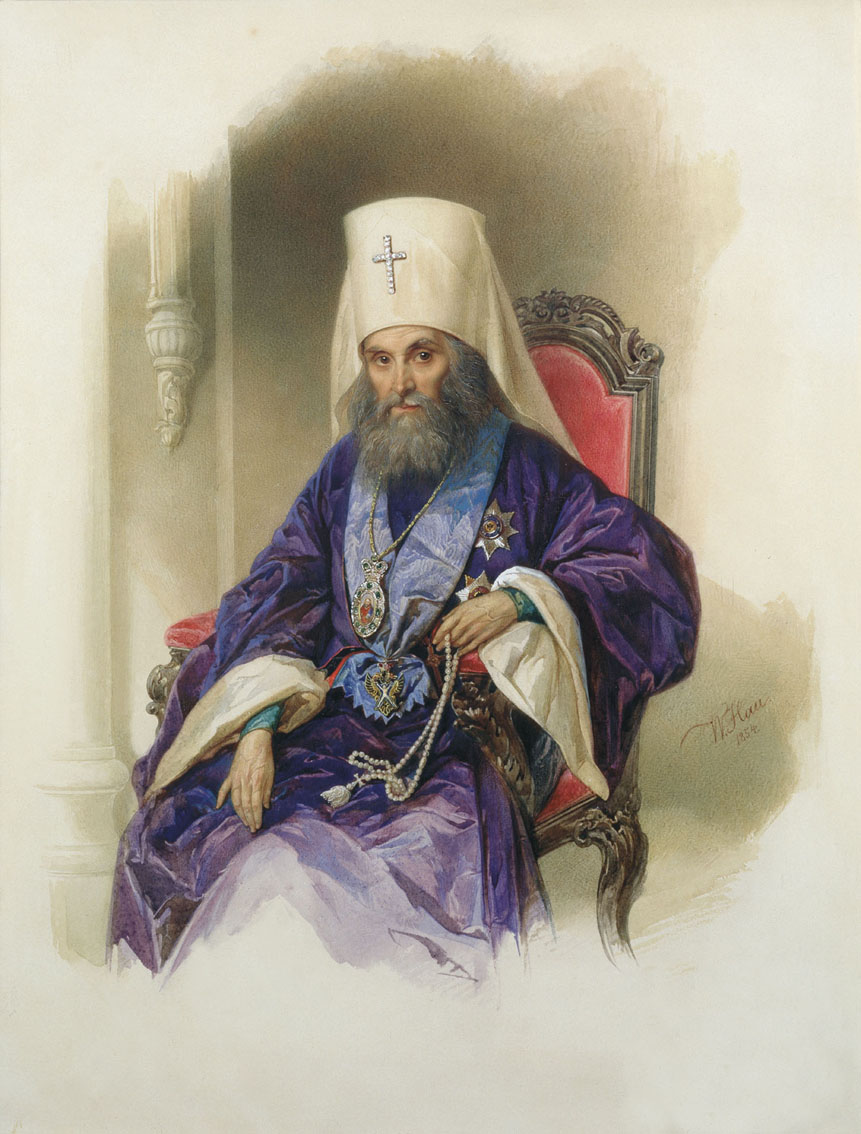
Filareto, Metropolitano de Moscú (1854)